# Kościół Podwyższenia Krzyża Świętego w Gubinach
Kościół Podwyższenia Krzyża Świętego w Gubinach – rzymskokatolicki kościół filialny należący do parafii św. Bartłomieja w Szembruku (dekanat Łasin diecezji toruńskiej).
Kościół został zbudowany wkrótce po lokalizacji wsi, około 1342 roku. W 1628 roku świątynia została gruntownie zniszczona przez wojska szwedzkie, stając się jedną wielką ruiną stojącą na pustkowiu. Kościół został częściowo odbudowany w latach 1703–1709, natomiast gruntowna odbudowa została przeprowadzona dopiero w latach 1723–1733 dzięki fundacji Tomasza Franciszka Czapskiego, biskupa ordynariusza chełmińskiego. W tym okresie została nadbudowana najwyższa kondygnacja świątyni. Kolejny większy remont został przeprowadzony w latach 1915–1916, dzięki staraniom proboszcza księdza Bolesława Heesego. Z jego inicjatywy w 1923 roku w świątyni została wykonana polichromia (we wnękach okien i na ambonie), która w następnych latach została przez któregoś z następców zamalowana białą emulsją. Podczas II wojny światowej budowla była nieczynna. W 1972 roku, dzięki staraniom księdza Jana Grzywacza, do budowli została doprowadzona instalacja elektryczna. W 1981 roku oraz w 1992 roku (wtedy proboszczem był ksiądz Mieczysław Barzowski) pomalowana została cała świątynia, w 1993 roku został nałożony tynk na zewnętrzne ściany, a w kolejnym roku zostały założone rynny i rury spustowe z blachy ocynkowanej. Po objęciu parafii przez księdza kanonika Kazimierza Flisikowskiego (1995 rok) zostało przeprowadzonych kilka prac zabezpieczających budowlę przed zniszczeniem. W 1996 roku został zabezpieczony tymczasowo dach przed przeciekaniem, natomiast w 1997 roku zoastały usunięte pęknięcia na lewej ścianie nawy przez uzupełnienie i nałożenie nowego tynku oraz naprawione zostało zawieszenie dzwonów na wieży świątyni. W 1999 roku zostały odnowione trzy skrzyniowe podstawy i mensy ołtarzowe, wykonane zostały nowe podesty i obramowanie listwowe ołtarzy oraz naprawione zostały zniszczone ławki. W 2004 roku została wykonana częściowo nowa instalacja elektryczna w prezbiterium, wieży i na poddaszu budowli oraz naprawiony i poddany został gruntownej konserwacji i renowacji obraz Trójcy Świętej z ołtarza głównego. Do gruntownego remontu świątyni przystąpiono w 2007 roku. W dniu 13 września 2015 roku ordynariusz toruński ksiądz biskup Andrzej Suski konsekrował kościół.